# Толстой, Пётр Олегович
Пётр Оле́гович Толсто́й (род. 20 июня 1969, Москва, РСФСР, СССР) — российский политический деятель, журналист, пропагандист, продюсер и телеведущий. Заместитель председателя Государственной Думы Федерального собрания Российской Федерации с 5 октября 2016 года. Секретарь Московского регионального отделения партии «Единая Россия» с 31 мая 2021 года. Член Высшего совета партии «Единая Россия».
Заместитель председателя Парламентской ассамблеи Совета Европы (28 января 2020 – 25 января 2022). Руководитель делегации Федерального собрания Российской Федерации в Парламентской ассамблее Совета Европы (27 января 2017 – 15 марта 2022). Член Общественной палаты Российской Федерации (2012—2014).
Ведущий ряда информационно-политических передач и общественно-политических ток-шоу на «Первом канале»: воскресного выпуска программы «Время» (2005—2012), ток-шоу «Политика» (2013—2016), «Время покажет» (2014—2016), «Толстой. Воскресенье» (2014, 2018—2019). Заместитель директора Дирекции социальных и публицистических программ «Первого канала» (2009—2016).
На фоне вторжения России на Украину, за распространение пропаганды, включён в санкционные списки 27 стран Евросоюза, США, Великобритании, Канады и ряда других государств.

## Биография

### Происхождение
Представитель старшей графской ветви дворянского рода Толстых, происходящей от петровского сподвижника П. А. Толстого. Отец — Олег Владимирович Толстой (1927—1992), художник-живописец. Мать — Ольга Алексеевна Толстая (урождённая Томара, род. 1935). Среди прапрадедов политика писатель граф Л. Н. Толстой, сенатор Л. П. Томара, купец С. И. Мамонтов, чья дочь позировала для картины «Девочка с персиками» В. А. Серову. Троюродный брат телеведущей Ф. Н. Толстой.

### Детство и юность
Окончил школу № 1231 в Москве, которая расположена на Арбате[значимость факта?]. Проходил службу в рядах Советской Армии в войсковой части 55201 на территории ЗАТО Пенза-19.

### Работа в СМИ

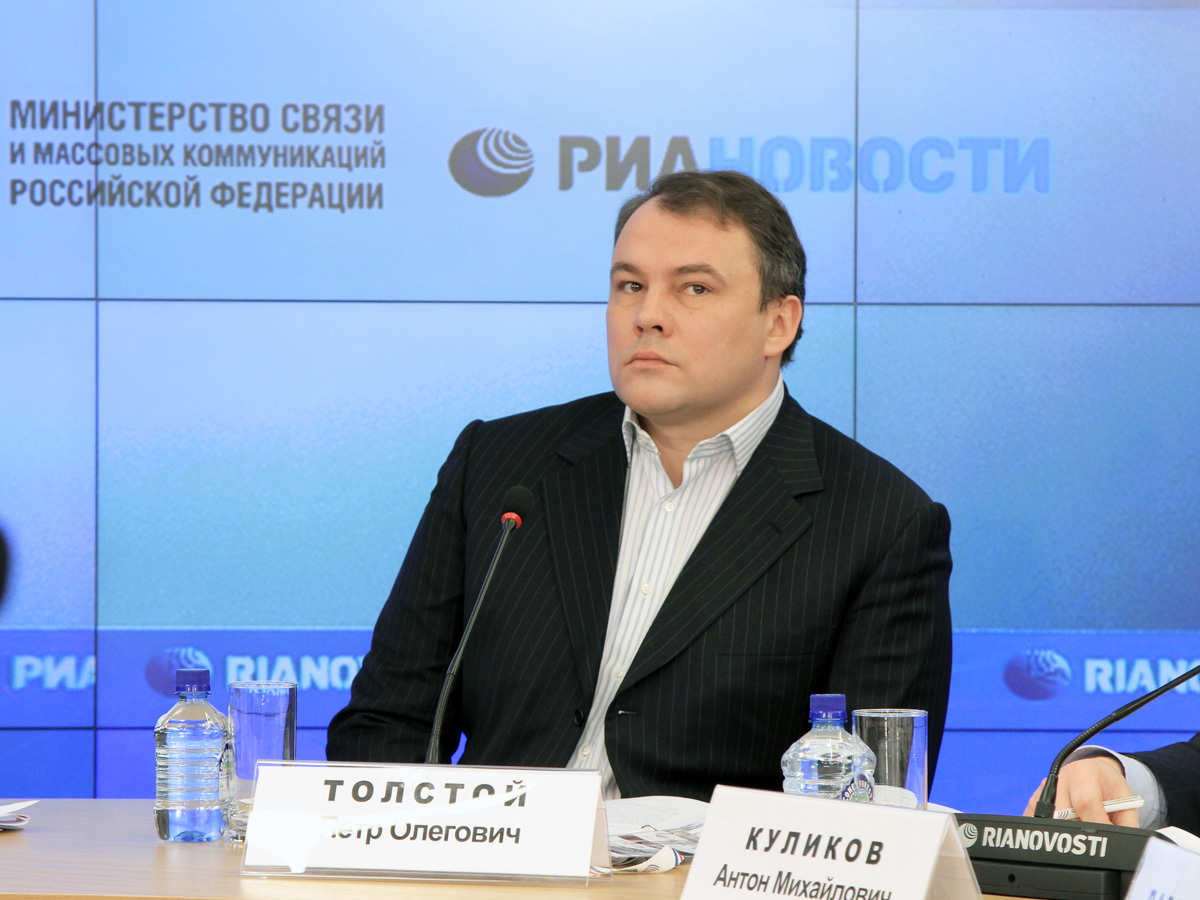
Петр Толстой на форуме безопасного интернета, 7 февраля 2012 года

Окончил международное отделение факультета журналистики МГУ в 1993 году. С 1992 по 1994 работал в московском корпункте французской газеты «Монд». С 1994 по 1996 — корреспондент московского бюро информационного агентства Франс Пресс.
На телевидении — с 1996 года. С октября 1996 по сентябрь 2002 года являлся заместителем главного редактора телекомпании «ВИD». Также являлся продюсером программы «Скандалы недели», руководителем службы информационного обеспечения телекомпании «ВИD».
С октября 1997 по ноябрь 2001 года Толстой вёл программу «Скандалы недели» (с лета 2001 года название программы было изменено на «Скандалы…», а с осени 2001 года — «Нравы») на телеканале ТВ-6.
С октября 1998 по август 1999 года также вёл программу «В мире людей» на том же телеканале. Прекратил сотрудничество с ТВ-6 незадолго до отключения телеканала в январе 2002 года: программа, которую он вёл, будучи одной из немногих, сохранившихся со времён «до-энтевешного» канала «ТВ-6 Москва», не удовлетворила по рейтингам и качеству новое руководство телеканала.
В 2002—2008 годах работал на «Третьем канале» (ЗАО ТРВК «Московия»), перешёл по приглашению Андрея Писарева. С октября 2002 по август 2005 года вёл субботнюю аналитическую программу «Выводы». С марта 2004 года — главный редактор «Третьего канала», с июля 2004 года генеральный директор «Третьего канала». Проработал в ТРВК «Московия» до середины 2008 года.
С 28 августа 2005 по 8 июля 2012 года — ведущий информационно-аналитической программы «Первого канала» «Воскресное время», сменил на данном месте Петра Марченко и Андрея Батурина. Перешёл на «Первый канал» вместе со своей журналистской командой с «Третьего канала». В первые 3 года работы на «Первом канале» он работал по трудовому договору и совмещал работу ведущего с административной деятельностью — оставался заместителем гендиректора «Третьего канала».
В 2008 году перешёл работать в штат ОАО «Первый канал». В 2009—2016 годах — заместитель директора Дирекции социальных и публицистических программ «Первого канала». С 2009 по 2010 год не очень долгое время вёл социальное ток-шоу по борьбе с алкоголизмом «Проект „Общее дело“» на том же канале в паре с Марией Шукшиной.
Попутно, в период 2011—2012 годов Толстой вёл предвыборные теледебаты кандидатов в депутаты Государственной Думы и Президента России поочерёдно с Ариной Шараповой. Также вёл эфир «Первого канала» после выборов 4 марта 2012 года в паре с Александром Гордоном.
В июне 2012 года газета «Коммерсантъ» сообщила о том, что Пётр Толстой покинет программу «Воскресное время». Взамен неё он решил заняться новым проектом на том же канале. 8 июля 2012 года Пётр Толстой последний раз провёл программу «Воскресное время».
С 11 апреля 2013 по 29 июня 2016 года — ведущий общественно-политического ток-шоу «Политика» в паре с Александром Гордоном (иногда единолично) на «Первом канале». 29 сентября 2013 года был одним из основных ведущих благотворительного телемарафона «Всем миром», посвящённого помощи пострадавшим от наводнения на Дальнем Востоке.
С 15 сентября 2014 по 7 июля 2016 года вёл другое политическое ток-шоу на том же телеканале — «Время покажет», в паре с Екатериной Стриженовой. С 12 октября по 14 декабря 2014 года и с 7 октября 2018 по 30 июня 2019 года — ведущий программы «Толстой. Воскресенье», в 2014 году выходившей как ток-шоу, а в 2018—2019 годах — как итоговая информационно-аналитическая программа с элементами ток-шоу.
С сентября 2016 по сентябрь 2018 года не работал на ТВ в связи с избранием депутатом Государственной думы седьмого созыва. Вернувшись на телевидение на один сезон, продолжил деятельность депутата Государственной думы.

### Депутат Государственной думы

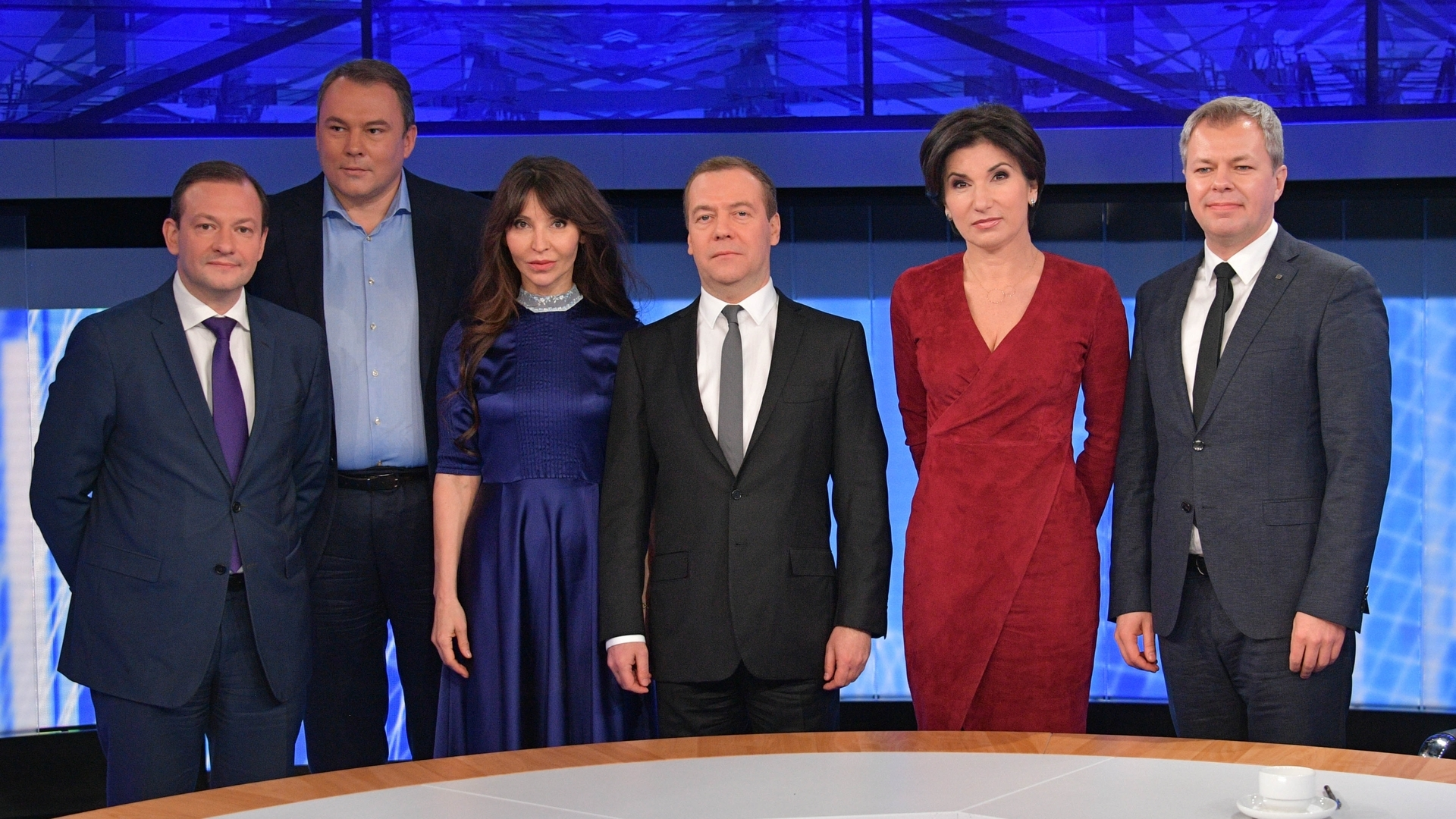
Вице-спикер Госдумы РФ Петр Толстой после интервью с Дмитрием Медведевым, 6 декабря 2018 года

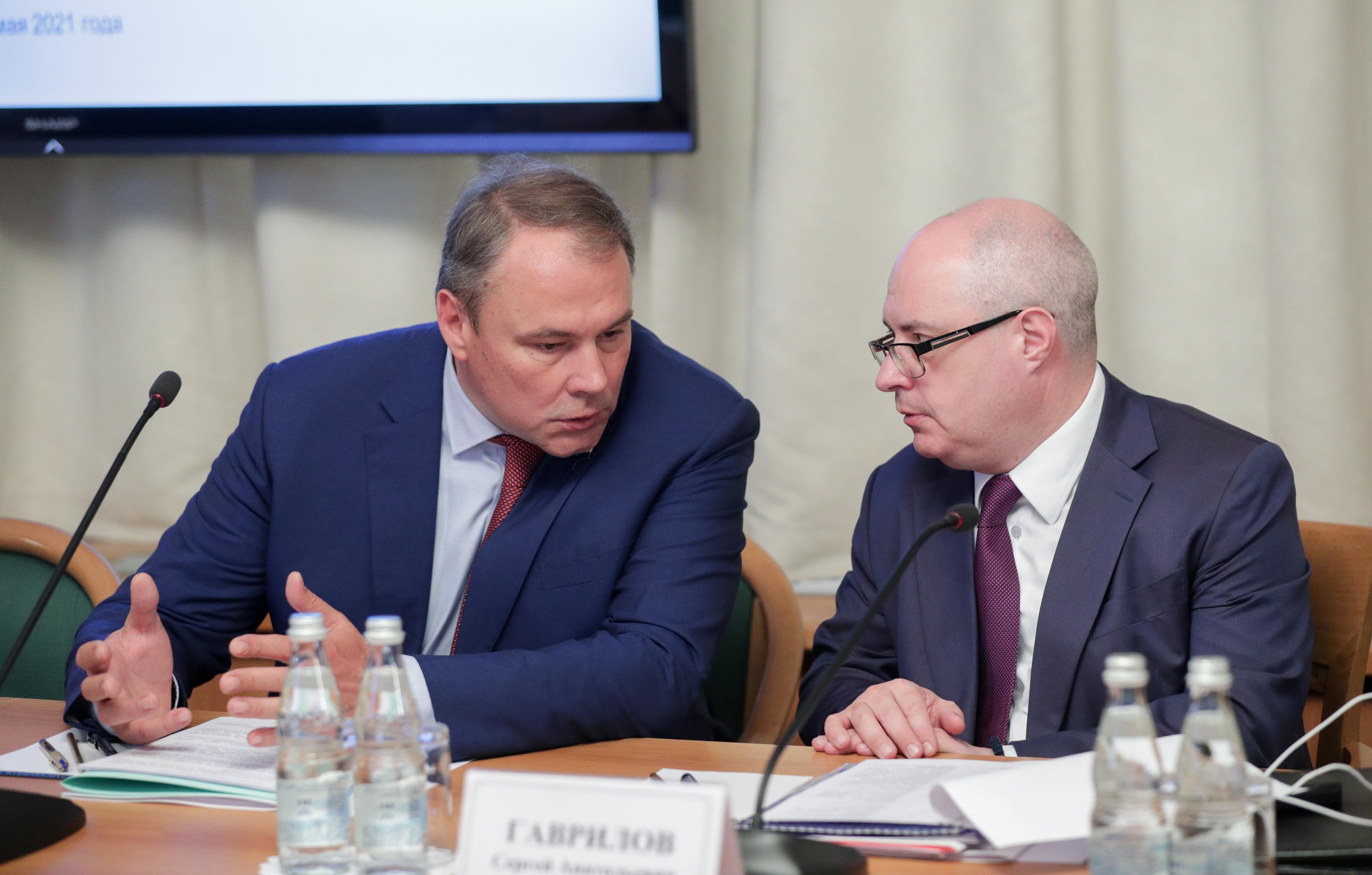
Заместитель Председателя Государственной Думы Петр Толстой и Председатель Комитета по развитию гражданского общества, вопросам общественных и религиозных объединений Сергей Гаврилов, 2021 год

6 февраля 2016 года был избран в руководящий орган партии «Единая Россия» — Высший совет.
10 февраля 2016 года вступил в Управляющий Совет московской школы № 1363.
Тогда же, в начале 2016 года в СМИ появилась информация о возможном участии Петра Толстого в предварительном голосовании партии «Единая Россия». Информация была подтверждена самим телеведущим в интервью одному из местных изданий.
В ходе предварительных подсчётов голосования Толстой набрал 75,8 % голосов и занял первое место по 199-му одномандатному административному округу, в несколько раз обогнав своих конкурентов.
Летом 2016 года стал сопредседателем совета сторонников партии «Единая Россия», также войдя в предвыборный штаб партии.
По итогам выборов 18 сентября 2016 года одержал победу в Люблинском одномандатном избирательном округе № 199 (Москва) и стал депутатом Государственной думы Федерального собрания Российской Федерации VII созыва. По состоянию на декабрь 2019 года выступил соавтором 58 законодательных инициатив и поправок к проектам федеральных законов.
5 октября 2016 года на первом пленарном заседании, был избран заместителем председателя Государственной думы.
27 января 2017 года избран руководителем делегации России в Парламентской Ассамблее Организации по безопасности и Сотрудничеству в Европе (ПА ОБСЕ).
В июле 2017 года назначен руководителем наблюдательного совета создаваемой АНО «Парламентское телевидение Государственной Думы Федерального Собрания РФ».
Вместе с депутатом Леонидом Левиным и сенаторами Андреем Клишасом и Людмилой Боковой стал автором поправок, предполагающих признание физического лица «иностранным агентом» при распространении им материалов для неограниченного круга лиц и получении иностранного финансирования. Поправки ко второму чтению позволяли причислить к этой категории тех, кто распространяет сообщения и материалы СМИ-иностранных агентов или участвуют в создании этих материалов и при этом получают финансирование из-за рубежа. В конце ноября 2019 года документ был одобрен во втором и третьем чтениях Госдумой, а позже — Советом Федерации. Президент РФ Владимир Путин подписал его 2 декабря).
19 июля 2018 года Толстой как член фракции «Единая Россия» проголосовал за пенсионную реформу.
25 июня 2019 года российская делегация вернулась в ПАСЕ, однако позже полномочия были оспорены. Вопрос по подтверждению полномочий был рассмотрен повторно, полномочия российской делегации были подтверждены в полном объёме, без ограничений. Толстой заявил, «что политики из Украины и Британии сделали все, чтобы настроить депутатов ПАСЕ, подготовить их к возвращению российской делегации и настроить их против идиотизма». 28 января 2020 года Пётр Толстой избран заместителем председателя ПАСЕ.
В январе 2021 года стало известно, что Толстой вновь занял пост заместителя председателя Парламентской ассамблеи Совета Европы (ПАСЕ).
3 февраля 2021 года в ходе отчёта о своей деятельности перед избирателями заявил о намерении вновь выдвинуться в Депутаты Государственной Думы РФ на предстоящих выборах. 17 марта 2021 года зарегистрировался для участия в праймериз «Единой России» по партийному списку и по Люблинскому одномандатному избирательному округу Москвы. На сайте Предварительного голосования указан не как член партии, а как её сторонник.  Входит в «команду мэра Москвы» Сергея Собянина, возглавляющего на выборах московский список «Единой России».
25 января 2022 года Толстой не набрал необходимое количество голосов во втором туре голосования для избрания вице-спикером ПАСЕ. Из 185 голосовавших, Толстой получил 79 голосов «за» и 106 голосов «против».
С 14 апреля 2023 года — член рабочей группы для разработки предложений по запрету иностранным агентам и деятелям культуры, покинувшим Россию и критикующим страну, получать доход от творческой деятельности на территории России.

## Законотворческая деятельность
С 2016 по 2021 год, в течение исполнения полномочий депутата Государственной Думы VII созыва, выступил соавтором 59 законодательных инициатив и поправок к проектам федеральных законов.

## Доходы
Задекларированный доход за 2016 год составил 44 221 257.70 ₽, за 2017 год 5 006 222.85 ₽, за 2018 год 21 979 504.35 ₽, за 2019 год 17 547 739,44₽

## Семья
- Жена — Дарья Толстая (в девичестве — Евенко; в браке с 1992 по 2017 год)[78]. Трое детей[8][9]. Умерла в своей квартире 10 января 2024 года. Причина смерти — опухоль головного мозга[79][80].
  - Дочь — Александра

## Критика
Толстой был одним из инициаторов решения о том, что в России не будут переходить на МКБ-11 — новую версию Международной классификации болезней, потому что в ней гомосексуальность не считается заболеванием. Решение о непереходе на МКБ-11 было широко раскритиковано как негативно влияющее на здоровье россиян.
Публицист Виктор Шендерович в «Новой газете» обвинял Толстого в «отсутствии беспристрастности» в освещении событий, а также «пропаганде». Новая Газета характеризует Толстого как «одиозный журналист-государственник, провластный партийный деятель, инициирующий репрессивные законы, и, конечно, рьяный сторонник специальных военных операций, которые бы его предок в свое время назвал запрещенным ныне словом из пяти букв»

## Публичные высказывания
В ноябре 2011 года в репортаже о выступлении Владимира Путина после боя Фёдора Емельяненко с американцем Джеффом Монсоном был вырезан свист, который по мнению многих журналистов был адресован премьер-министру РФ. Ведущий Пётр Толстой заявил о том, что свист не был направлен против Путина, и что
«…если людей, которые сейчас активно выражают своё недовольство на просторах интернета, собрать в одной комнате и привести к ним президента и премьера, то они не продемонстрируют и одной десятой той отчаянной смелости и лихой гражданской позиции, которая обнаруживается в блогах».

В феврале 2012 года в программе «Воскресное время» Пётр Толстой следующим образом выразился в адрес одного из комментаторов, критиковавших поддержку Чулпан Хаматовой Путина в социальной сети Facebook:
«По-моему, автор этих строк законченный мерзавец и подлец. <…> …свернуть страну с её пути им удалось лишь однажды — в ходе бескровной февральской, а затем кровавой октябрьской революции, и это отбросило Россию на десятилетия назад в её развитии…»
После этого он неодобрительно отозвался об «интернет-болотной публике», назвав её участников параноиками и людьми, не знающими свою страну. Также в этой программе он назвал участников оппозиционных выступлений «подавляющим меньшинством».

23 января 2017 года Пётр Толстой, комментируя передачу РПЦ Исаакиевского собора, заявил:
«Хочу от себя лично добавить, что наблюдая за протестами вокруг передачи Исаакия, не могу не заметить удивительный парадокс: люди, являющиеся внуками и правнуками тех, кто рушил наши храмы, выскочив там <…> из-за черты оседлости с наганом в семнадцатом году, сегодня их внуки и правнуки, работая в разных других очень уважаемых местах — на радиостанциях, в законодательных собраниях, — продолжают дело своих дедушек и прадедушек».
«Собор был построен нашими предками не для того, чтобы там болтался маятник Фуко или чтобы там петербургская интеллигенция водила экскурсии с шампанским на балкон. Это здание, которое должно принадлежать и служить церкви».
Эти высказывания во время недели памяти, посвящённой годовщине освобождения Красной Армией Освенцима, вызвали протест со стороны Федерации еврейских общин России и директора государственного музея-памятника «Исаакиевский собор» Николая Бурова. Пётр Толстой заявил об отсутствии антисемитского контекста в своих словах.
В январе 2022 года поставил под вопрос территориальную целостность и независимость Финляндии и стран Прибалтики.
В феврале 2022 года поддержал вторжение России на Украину. В октябре того же года, после взрыва на Крымском мосту, призвал «вколотить Украину в XVIII век».
В июле 2023 года на телеканале «Россия-1», обсуждая отношения с Болгарией и Румынией, на вопрос ведущей Ольгой Скабеевой «Просто шарахнем?» ответил «Оля, мы шарахнем, но сначала нам нужно закончить на Украине. А потом спокойно будем шарахать и шарахать. Босфор и Дарданеллы!.. Контроль над Чёрным морем должен быть в руках русской армии и флота!». На высказывание негативно отреагировали премьер-министр Болгарии Николай Денков и заместитель министра обороны Атанас Запрянов.
В 2023 году заявил, что те страны, откуда едут мигранты и где русский язык не имеет официального статуса, должны за свой счет строить русскоязычные школы. Узбекистанский политик Бобур Бекмуродов посоветовал вместо этого заниматься «проблемами своих граждан и своей страны», а лидер партии «Миллий тикланиш» Алишер Кадиров задался вопросом «должны ли мы предложить увольнять сотрудников, не владеющих узбекским языком? Мы пойдём другим путём — научим их узбекскому языку».

## Санкции
В конце февраля 2022 года, после признания Россией самопровозглашённых ДНР и ЛНР, попал под санкции Евросоюза как «центральная фигура правительственной пропаганды» и как лицо, «подрывающее территориальную целостность, суверенитет и независимость Украины».
24 февраля 2022 попал в канадский санкционный список «соратников режима» «за признание независимости так называемых республик в Донецке и Луганске».
11 марта 2022 года, на фоне вторжения России на Украину, внесён в санкционный список Великобритании «за признание независимости двух сепаратистских регионов в Украине».
30 сентября 2022 года был внесён в санкционный список США в ответ на «фиктивные референдумы» и «аннексию территорий Украины российскими оккупационными силами». Государственный департамент отмечает, что депутаты единогласно приняли закон о фейках, а некоторые депутаты сыграли ключевую роль в распространении российской дезинформации о войне.
По аналогичным основаниям также включён в санкционные списки Швейцарии, Австралии, Японии, Украины и Новой Зеландии.

## Фильмография
- 1991 — Дело Сухово-Кобылина — граф Толстой.

## Награды
- Орден Почёта (2021) — за большой вклад в развитие парламентаризма, активную законотворческую деятельность и многолетнюю добросовестную работу[109]
- Благодарность Президента Российской Федерации (23 апреля 2008 года) — за информационное обеспечение и активную общественную деятельность по развитию гражданского общества в Российской Федерации[110]
- Благодарность Правительства Российской Федерации (16 декабря 2019 года) — за большой вклад в развитие российского парламентаризма и активную законотворческую деятельность[111]
- Юбилейная медаль «МПА СНГ. 30 лет» (16 ноября 2023 года, Межпарламентская ассамблея СНГ) — за заслуги в деле развития и укрепления парламентаризма, за вклад в развитие и совершенствование правовых основ функционирования Содружества Независимых Государств, укрепление международных связей и межпарламентского сотрудничества[112].
- Почётный знак «За заслуги в развитии печати и информации» (16 апреля 2015 года, Межпарламентская ассамблея СНГ) — за значительный вклад в формирование и развитие общего информационного пространства государств — участников Содружества Независимых Государств, реализацию идей сотрудничества в сфере печати и информации[113].
- Лауреат премии «ТЭФИ» за 2007 год, премий Союза журналистов России, Правительства Москвы, Государственной Думы РФ[114] и премии РПЦ МП «Вера и слово».